# Malgasia singularis
Malgasia singularis är en insektsart som beskrevs av Lucien Chopard 1951. Malgasia singularis ingår i släktet Malgasia och familjen Mogoplistidae. Inga underarter finns listade i Catalogue of Life.